# Protesta di Spira

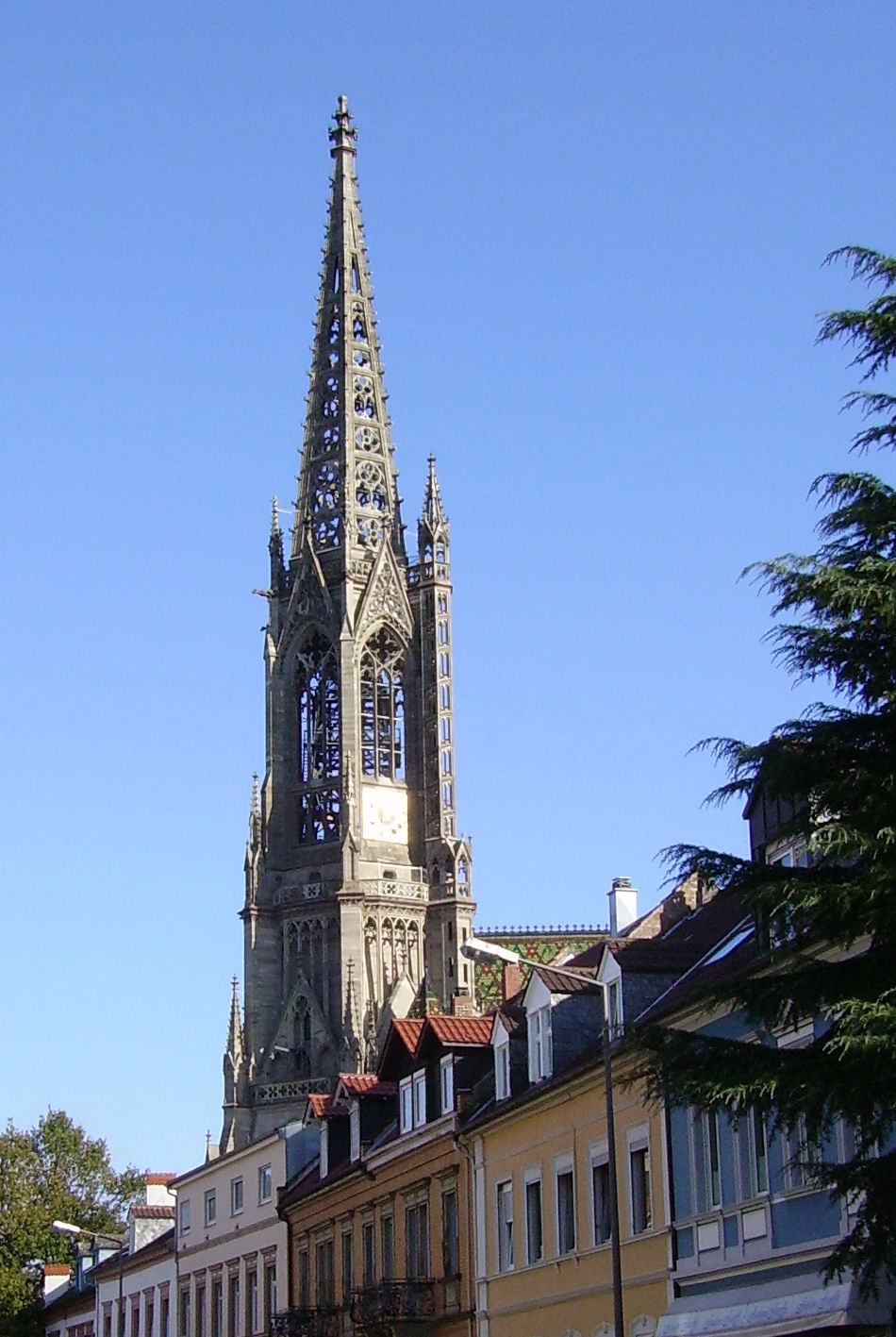
Chiesa della Commemorazione che commemora la protesta di Spira

La Protesta di Spira fu una petizione, firmata il 19 aprile 1529 da sei Fürst (principi imperiali) e 14 città libere dell'Impero (che rappresentavano la minoranza protestante), nella città di Spira. La petizione faceva richiesta di una predicazione senza ostacoli della fede "evangelica" (cioè protestante) e si appellava contro il "Reichsacht" (bando imperiale) che aveva dichiarato fuorilegge Martin Lutero e sancito la proscrizione delle sue opere e dei suoi insegnamenti.

## Antefatti
Nel 1517 il teologo e monaco cattolico agostiniano tedesco Martin Lutero, dell'Università di Wittenberg, capitale del Ducato di Sassonia, aveva pubblicato una lettera di 95 tesi, condannando l'abuso delle indulgenze allora praticato nei territori tedeschi. Questa storica protesta aveva frattanto dato origine ad una serie di scontri religiosi tra Lutero, l'episcopato tedesco ed il Papato romano, coinvolgendo man mano diversi principati e città-stato tedesche, così come ampi settori della popolazione, che si trovarono poi a condividere le proposte religiose di Lutero.
Nel 1521 papa Leone X, dopo l'inutile minaccia della bolla Exsurge Domine, col suo Decet Romanum Pontificem scomunicò Lutero. Pochi mesi più tardi il neoeletto imperatore del Sacro Romano Impero Carlo V, dopo un'inutile convocazione alla Dieta, aveva promulgato l'editto di Worms, col quale Lutero era ufficialmente dichiarato fuggitivo ed eretico e ne venivano messe al bando in tutto l'impero le opere. Ma, nonostante l'ordine imperiale, Lutero si era avvantaggiato della protezione di Federico III di Sassonia e di altri nobili tedeschi così che la riforma religiosa stava già cominciando a diffondersi, sia geograficamente che per il suo contenuto, mentre andava radicalizzandosi il confronto con il Papato.
Nel frattempo, nel 1522, era apparsa a Zurigo, per poi estendersi in tutta la Svizzera, una nuova tendenza guidata dal teologo riformatore Ulrico Zwingli, cappellano militare.
Tra il 1524 e il 1525, teologi luterani e predicatori anabattisti scateneranno la sanguinosa guerra dei contadini tedeschi, brutalmente repressa dai principi con decine di migliaia di morti. In conseguenza diversi stati cattolici tedeschi formarono la Lega di Dessau per combattere gli evangelici e la loro lega.

## Dieta di Spira del 1526

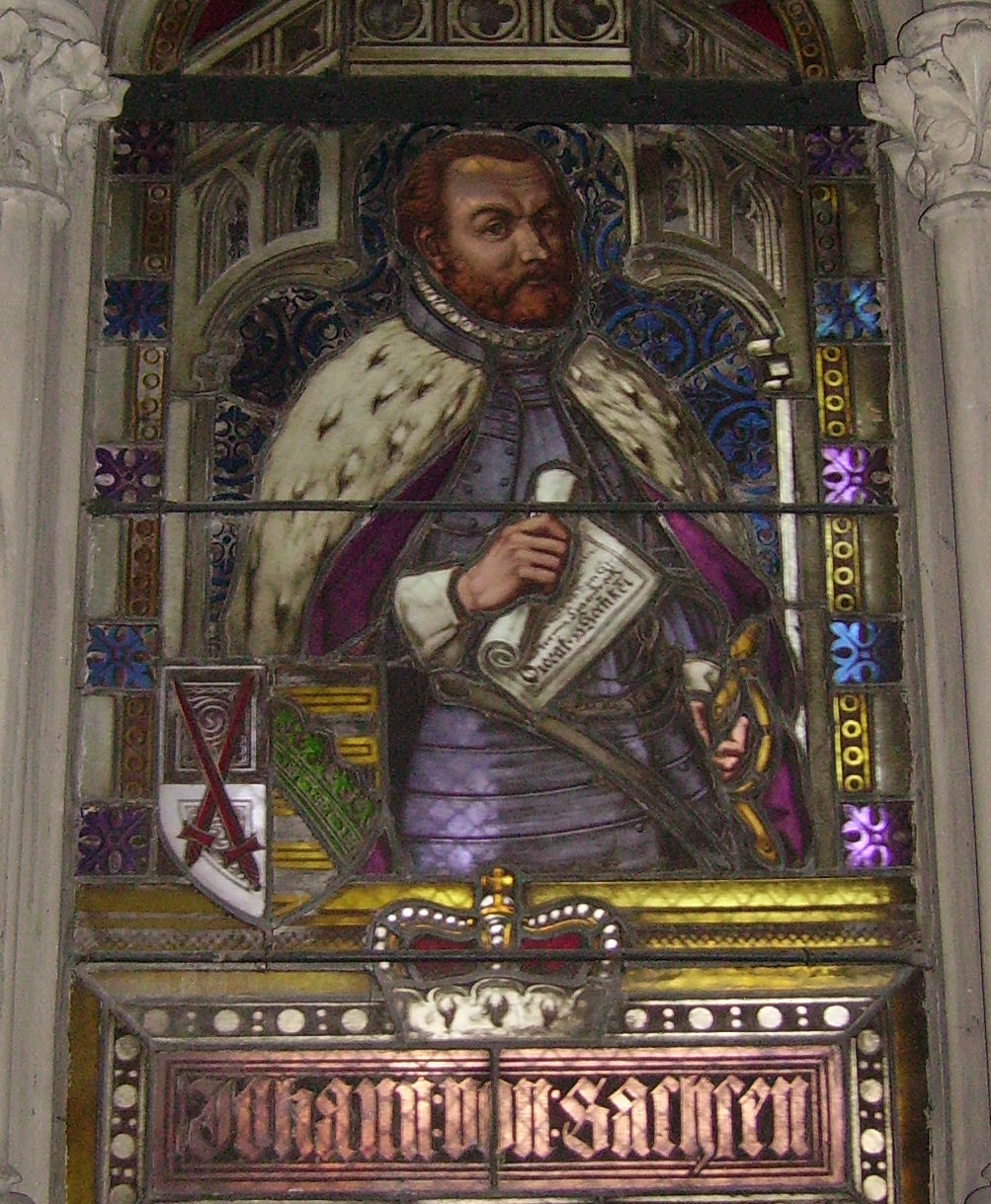
Giovanni, principe elettore di Sassonia del Sacro Impero Romano Germanico, uno dei leader della Protesta di Spira. Immagine da una delle vetrate della Chiesa della Commemorazione, a Spira.

A quel punto il luteranesimo si era ulteriormente diffuso mentre il Sacro Romano Impero era minacciato dall'Impero ottomano, guidato da Suleiman Kanuni il Magnifico, che aveva conquistato l'Ungheria e che si stava preparando ad attaccare l'Austria. La minaccia esterna aveva indotto l'imperatore Carlo V a cercare di evitare il conflitto religioso interno e, con questa intenzione, aveva convocato una riunione della Dieta Imperiale (Reichstag), un'assemblea di nobili, laici e religiosi i cui incarichi rivestivano anche funzioni legislative. La Dieta si riunì a Spira nel 1526 e si concluse con l'assenso del Re Ferdinando I - inviato da suo fratello Carlo V - al principio di diritto che  "ciascuno Stato potrà vivere, governare e credere come gli si confà, rispondendone davanti a Dio e a sua Maestà Imperiale". Si trattava di un armistizio religioso, durante il quale veniva sospeso l'editto di Worms, che proibiva il luteranesimo.
La risoluzione della Dieta di Spira nel 1526 fu utilizzata dai principi luterani per espandere ulteriormente il nuovo credo religioso. Subito dopo la Dieta, il langraviato d'Assia e l'elettorato di Sassonia formano la Lega di Torgau e l'anno seguente Giovanni principe elettore di Sassonia istituì ufficialmente la Chiesa Luterana e ne assunse la carica di primo vescovo. Nei successivi tre anni, la maggior parte della Germania settentrionale si ritrovò ad adottare le idee di Lutero, ad eccezione del margraviato di Brandeburgo, il ducato albertino di Sassonia-Meissen e il ducato di Brunswick-Wolfenbüttel.

## Dieta di Spira del 1529
Nel 1529 Carlo V riunì la Dieta imperiale di Spira, questa volta con l'intenzione di annullare la tregua del 1526 e di ripristinare pienamente l'Editto di Worms, per combattere definitivamente il luteranesimo e costringere principi elettori ad imporre il cattolicesimo nell'Impero Romano Germanico.
Come nel 1526, l'imperatore Carlo V non poteva partecipare alla Dieta di Spira ed inviò a suo nome il fratello Ferdinando I. Né vi partecipò Lutero, che Carlo V aveva dichiarato eretico e messo fuori legge con l'editto di Worms ma erano presenti alcuni dei suoi principali sostenitori, tra cui il teologo Filippo Melantone e il giurista Gregor Brück, che intervennero come accompagnatori nella delegazione di Giovanni di Sassonia.
All'apertura della Dieta, il 15 marzo, Ferdinando annunciò la decisione dell'imperatore di restaurare l'Editto di Worms, dicendo:
Il 19 aprile, la maggioranza dei membri della Dieta accetta la decisione imperiale di revocare la risoluzione del 1526. Ma la decisione imperiale significava confinare la Riforma luterana entro i limiti della Sassonia, al fine di prepararne l'annientamento. Avvedendosi di ciò, i principi luterani abbandonarono la Dieta per discutere la posizione da adottare. L'idea generale era che la Dieta del 1526 aveva stabilito la tolleranza religiosa e che doveva essere mantenuta. "In materia di coscienza la maggioranza non ha alcun potere" era il principio su cui si basava la posizione dei luterani. Al ritorno alla Dieta, tuttavia, Ferdinando rifiutò di ascoltarli. Per questo motivo, i principi firmarono una "protesta" redatta da Brück e la lessero, senza tuttavia riuscire a guadagnarsi l'appoggio di Ferdinando il quale continuò a pretendere che essi dovessero "accettare e rispettare la decisione." Il giorno successivo, i luterani presentarono una lettera di protesta, in cui negavano il diritto del potere secolare di imporre la sua autorità in materia di fede. Il re respinse la lettera, che fu allora stampata e distribuita pubblicamente.
Il testo della storica protesta, in gran parte redatto dal consigliere elettorale ed ex cancelliere sassone Gregor Brück, comincia:
La Dieta tenne la sua ultima riunione il 24 aprile e la decisione ufficiale ancora una volta non conteneva alcun riferimento alla protesta luterana. In risposta i principi e i delegati delle città luterane si riunirono il giorno 25 e stilarono un documento di ricorso, in cui venivano ribadite le loro obiezioni. Lo stesso giorno l'elettore di Sassonia, Assia, e le città di Strasburgo, Ulm e Norimberga, si impegnarono segretamente a stipulare un accordo difensivo in caso di attacco da parte dell'Imperatore o di uno degli Stati cattolici.

## Eventi successivi

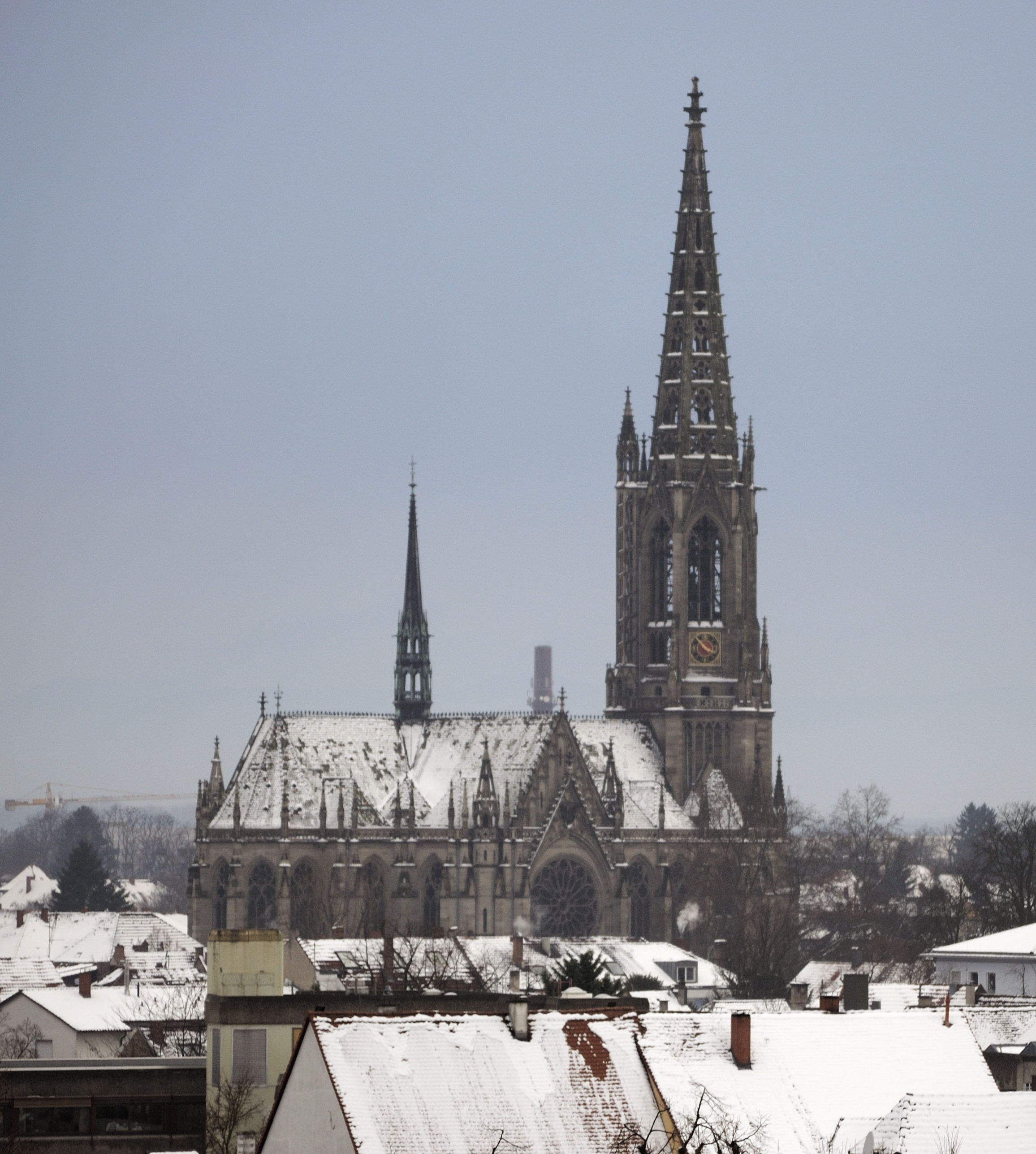
Chiesa della Commemorazione in ricordo della Protesta, a Spira, costruita tra il 1893 e il 1904.

Dopo la protesta di Spira, Lutero e Zwingli, i leader dei due principali movimenti di riforma, con base rispettivamente a Wittenberg e Zurigo, si incontrarono a Marburgo nel 1530, dove precisarono le loro teorie religiose e le differenze. Quasi contemporaneamente, l'imperatore Carlo V convocò una nuova Dieta nella città di Augusta, dove i luterani presentarono la cosiddetta confessione di Augusta, scritta da Filippo Melantone, la quale è considerata uno dei testi fondamentali del protestantesimo e parte del Liber Concordiae luterano. Nel 1531 gli stati luterani costituiranno la Lega di Smalcalda, che li porterà a confrontarsi in due guerre contro l'imperatore, nella guerra di Smalcalda (1546-1547), favorevole all'Impero, e nella guerra dei Principi (1552-1555), favorevole ai protestanti, che si concluse con la pace di Augusta, in seguito alla quale l'impero veniva diviso in due confessioni cristiane (luterana e cattolica) e ai principi tedeschi veniva riconosciuta la facoltà di scegliere la confessione da praticare nei loro Stati.
Nel frattempo, nel 1529 era iniziata la separazione politica della Chiesa d'Inghilterra sotto la guida di Enrico VIII, separazione che sarebbe stata completata nel 1536 incorporando il movimento di riforma in Inghilterra. Nello stesso decennio, il francese Giovanni Calvino si stabilì a Ginevra e da lì le idee protestanti si diffusero in Scozia, Ungheria e Germania.
Per tutto il XVI secolo, la divisione religiosa si acuì negli Stati del Sacro Romano Impero fino allo scoppio della guerra dei Trent'Anni (1618-1648), una delle più sanguinose della storia, che vedrà coinvolta tutta l'Europa fino alla pace di Westfalia, con la quale si inaugura il moderno ordine internazionale basato sullo Stato-nazione. Gli stati tedeschi si frammentarono in oltre 300 entità autonome che si riunificheranno solo nel 1871, con l'Impero tedesco (Secondo Reich).
Con la fondazione dell'impero tedesco nel 1871, prenderà forma il progetto di costruire una chiesa in memoria della "Protesta di Spira", la cui prima pietra fu posta nel 1893, per giungere poi a termine nel 1904.

## I "Protestanti"

### I 6 Principi
- Giovanni di Sassonia
- Giorgio di Brandeburgo-Ansbach
- Ernesto I di Brunswick-Lüneburg
- Francesco di Brunswick-Lüneburg
- Filippo I d'Assia
- Wolfgang di Anhalt-Köthen

### Libere città imperiali
- Strasburgo
- Augusta
- Ulma
- Costanza
- Lindau
- Memmingen
- Kempten
- Nördlingen
- Heilbronn
- Reutlingen
- Isny im Allgäu
- San Gallo
- Weißenburg in Bayern
- Bad Windsheim